# Settela Steinbach
Settela Steinbach, all'anagrafe Anna Maria Steinbach (Buchten, 23 dicembre 1934 – Campo di sterminio di Birkenau, 31 luglio 1944 o in uno dei tre giorni successivi), era una ragazza olandese di etnia sinti, vittima dell'Olocausto conosciuta come "la ragazza con il copricapo". Morì nelle camere a gas del Campo di Birkenau insieme a tutta la sua famiglia, padre escluso.
Fu per anni considerata il simbolo della persecuzione degli ebrei olandesi, fino a quando non fu riconosciuta nel 1994, appurando così che la ragazza non era di origine ebraica, bensì di etnia sinti.

## Biografia
La Steinbach nacque a Buchten, un piccolo villaggio ora inglobato nel comune di Sittard-Geleen ed era la settima di dieci figli di una famiglia numerosa senza residenza permanente, figlia di Heinrich, un commerciante e suonatore di violino, ed Emilia Toetela. Il 16 maggio del 1944 venne organizzata dalle forze naziste una retata generale della popolazione gitana olandese; anche la ragazzina Sinti venne arrestata nella città di Eindhoven. Settela e altre 577 persone vennero trasportate al campo di concentramento di Westerbork; 279 persone vennero subito dopo rilasciate perché, pur vivendo in carrozzoni, non appartenevano a una delle popolazioni romaní e quindi non erano perseguibili per motivi razziali. A Westerbork i capelli della Steinbach vennero rasati come misura di prevenzione contro i pidocchi e, come tutte le altre ragazze gitane, Settela indossò un fazzoletto intorno al capo per nascondere la mancanza di capelli.
Il 19 maggio Settela venne fatta salire su un convoglio misto di gitani, circa 244, ed ebrei alla volta di Auschwitz-Birkenau. Prima che le porte del treno venissero chiuse completamente Settela si affacciò ad un'apertura per osservare il passaggio dei soldati nazisti o forse dei loro cani da guardia. Rudolf Breslauer, un prigioniero ebreo internato a Westerbork incaricato dal comandante del campo di filmare un documentario, riprese lo sguardo impaurito di Settela. Crasa Wagner, che viaggiava sullo stesso convoglio, ricorda di aver sentito la madre di Settela chiamarla per nome ed invitarla a ritirare la testa dall'apertura. Crasa Wagner sopravvisse all'internamento ad Auschwitz e fu in grado di identificare Settela nel 1994.
Arrivati ad Auschwitz-Birkenau il 22 maggio, i gitani olandesi, tra cui Settela Steinbach, vennero registrati e portati nella sezione gitana del campo dove rimasero per pochi mesi. Infatti, con l'eccezione di coloro che erano in grado di lavorare e che furono spediti a diverse fabbriche di munizioni in territorio tedesco, il resto, circa 3000 fra cui Settela, la madre, due fratelli, due sorelle, una zia, due nipoti ed una nipote, vennero gassati tra luglio ed agosto. Della famiglia di Settela sopravvisse soltanto il padre, che morì nel 1946 e venne sepolto nel cimitero di Maastricht.
Alla fine della seconda guerra mondiale, il frammento di 7 secondi del filmato in cui compare Settela venne utilizzato in diversi documentari. L'immagine di questa anonima ragazzina che guarda impaurita fuori dal vagone del treno in attesa di essere deportata ad Auschwitz divenne una delle icone dell'Olocausto. Fino al 1994 Settela era conosciuta semplicemente con il nome della "ragazza con il fazzoletto in testa". Venne dato per scontato che si trattasse di una ragazzina ebrea, dato che per molti anni poca attenzione venne data al genocidio dei 400 000, o più, gitani uccisi dalla Germania nazista in tutta Europa.
Nel dicembre del 1992 il giornalista olandese Aad Wagenaar iniziò una ricerca per risalire all'identità della ragazza ripresa nel filmato. Seguendo i numeri identificativi del vagone in cui aveva viaggiato (numeri 10, 16 o 18) e l'identità di una valigia che appare nello spezzone del filmato, il giornalista scoprì che il trasporto era stato organizzato il 19 maggio 1944. Il convoglio era formato da gruppi di gitani olandesi ed ebrei. Il 7 febbraio del 1994 Crasa Wagner identificò definitivamente la ragazza: si trattava di Settela Steinbach.
La ricerca dell'identità della Steinbach venne documentata nel filmato di Cherry Duyns Settela, gezicht van het verleden del 1994.